# Johann Leopold von Thadden
Johann Leopold von Thadden (* 20. November 1736 auf Gut Reddestow; † 27. Dezember 1817 in Halle) war ein preußischer Generalleutnant, Chef des Infanterieregiments Nr. 3 und Ritter des Pour le Mérite.

## Leben

### Herkunft
Johann Leopold entstammte dem pommerischen Adelsgeschlecht Thadden und war der Sohn des Erbherren von Reddestow und preußischen Kapitäns im Infanterieregiment „von Grumbkow“ Nr. 17 Franz Ludwig von Thadden (* 6. November 1693; † 17. Juni 1779) und dessen Frau Barbara Sophia Elisabeth von Zitzewitz (* 1712; † 26. Mai 1750).

### Militärkarriere

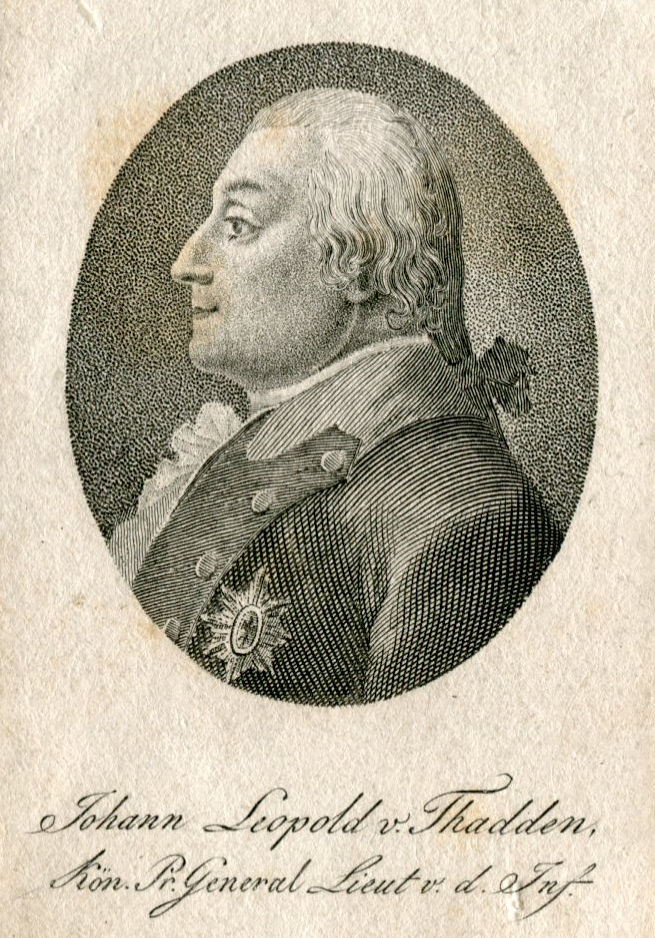
Johann Leopold v. Thadden.

1749 kam Thadden in die Kadettenanstalt in Berlin. 1754 wurde er als Unteroffizier in das Grenadier-Gardebataillon „von Retzow“ Nr. 6 übernommen. Er avancierte 1757 zum Fähnrich, 1758 zum Sekondeleutnant und 1765 zum Premierleutnant. Im Jahr 1766 wurde er Hauptmann und Inspektionsadjutant des Generalleutnants Friedrich Christoph von Saldern. 1769 war er Major im Regiment „Anhalt-Bernburg“ Nr. 3. 1774 erhielt er bei einer Revue den Pour le Mérite. 1777 wurde er zum Oberstleutnant befördert und erhielt die Stelle des Kommandanten des Regiments. Am 10. September 1780 wurde er Oberst und am 3. Juni 1788 erfolgte die Ernennung zum Generalmajor, dazu wurde er Chef des Infanterieregiments „von Leipziger“ Nr. 3. Die Position gab er zum 1. Oktober 1800 ab. Am 13. Januar 1794 erhielt er die Ernennung zum Generalleutnant und wurde Inspekteur der Magdeburger Infanterie. Für seine Teilnahme am Rheinfeldzug (u. a. Schlacht bei Kaiserslautern) erhielt er den Großen Roten Adlerorden. 1800 wurde er wegen Erkrankung in den Ruhestand versetzt und erhielt zur Versorgung eine Gouverneursstelle mit einem Gehalt von 1200 Talern. So war er von 1803 bis zu französischen Besetzung 1806 Gouverneur von Spandau.
Thadden war Erbherr auf Reddestow und Mittel Lowitz in Pommern sowie auf Diemitz im Saalkreis. Außerdem war er seit 1786 Domherr von Halberstadt.

### Familie
Seine erste Frau war seit 1775 Christiana Luise von Bülow a.d.H. Helmsdorf (* 26. Juni 1741; † 20. Mai 1782), Tochter des Geheimrats Buffo Heinrich von Bülow. Seine zweite Frau war seit dem 18. August 1785 Rahel Juliane Charlotte von Hünerbein (* 3. Juli 1759; † 5. März 1812), eine Schwester des Generals Friedrich Heinrich Karl von Hünerbein. Aus beiden Ehen gingen folgende Kinder hervor:
- Franz Gottlob Leopold (* 10. Dezember 1776)
- Karl Friedrich Christian (* 25. Januar 1780), 1795 preußischer Jagdjunker, später Oberforstmeister und Ritter des Johanniterordens
- August Wilhelm Heinrich (* 31. Juli 1786), preußischer Hauptmann
- Friederike Luise Johanna (* 28. September 1787; † 1880) ⚭ Friedrich von Kerssenbrock (* 1774; † 1841), kurfürstlich hessischer Kammerherr[2][3]
- Karoline Sophie Auguste (* 4. November 1788; † 22. Dezember 1877) ⚭ Freiherr Karl d’Orville von Löwenclau (* 21. April 1777; † 13. Februar 1842), preußischer Regierungs- und Forstrat[4]
- Eleonore Juliane Charlotte (* 4. Januar 1790; † 1867) ⚭ Freiherr Georg d’Orville von Löwenclau (* 4. Januar 1780; † 18. Januar 1832), preußischer Rittmeister[5]
- Georg Ludwig (* 11. August 1791; † 30. November 1791)
- Amalie Wilhelmine Henriette (* 28. September 1792; † 2. März 1847) ⚭ Ernst Heinrich August Freiherr von und zu Gilsa (* 25. Januar 1785; † 7. April 1826), preußischer Rittmeister im Husarenregiment Nr. 9. Eltern des Generalleutnant Karl von und zu Gilsa
- Marianne Friederike (* 22. Juni 1795; † 21. Juli 1826) ⚭ 1820 Hermann Ludwig Ulrich Dominikus von Suckow (* 1792; † 3. April 1872), preußischer Generalmajor
- Ferdinand Leopold (* 21. September 1798; † 13. Februar 1857), preußischer Oberstleutnant[6]